# Betty DeGeneres
Elizabeth Jane DeGeneres (nacida Pfeffer; Nueva Orleans, 20 de mayo de 1930) es una activista estadounidense por los derechos de la comunidad LGBT. Es la madre de Ellen y Vance DeGeneres y portavoz de la organización Human Rights Campaign. Obtuvo notoriedad después de que su hija Ellen aceptara su homosexualidad en público en 1997.

## Biografía

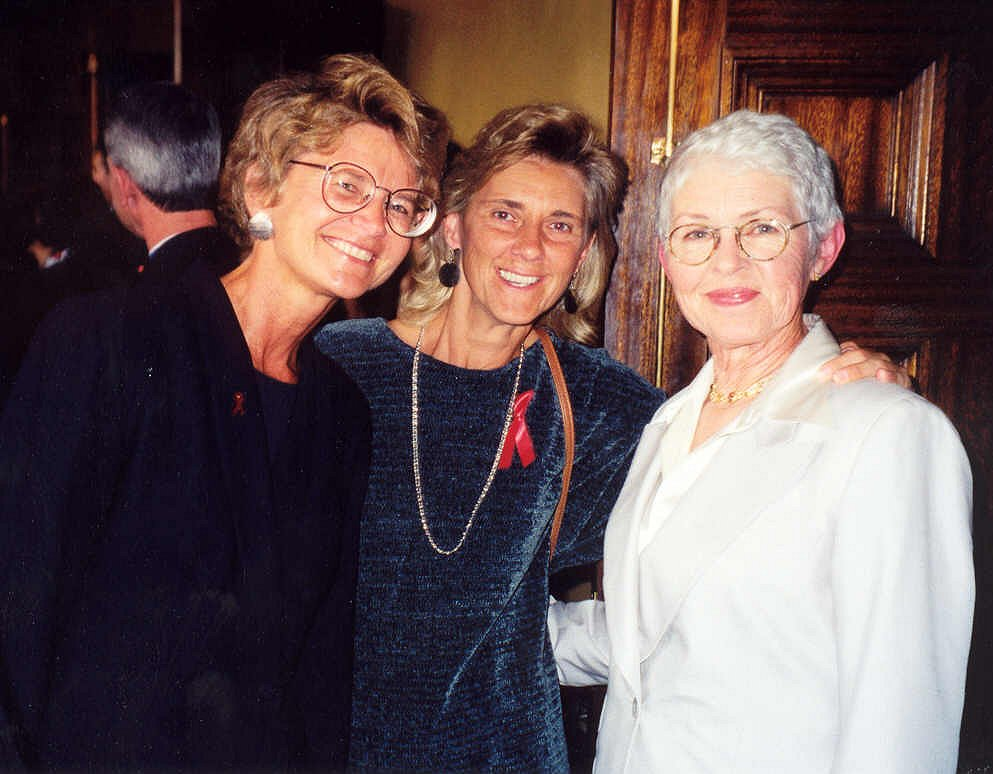
DeGeneres (derecha) en 1997.

DeGeneres nació en Violet, Luisiana, en 1930, durante el apogeo de la Gran Depresión. Su padre era alemán y su madre irlandesa. Asistió a la Universidad Estatal de Luisiana durante dos años, estudiando patología del lenguaje para convertirse en logopeda. Mientras estaba en la universidad actuó en varias obras de teatro con Joanne Woodward, quien se convertiría en una destacada actriz.
Se casó con Elliott DeGeneres en 1952. La pareja se divorció en 1974. Poco después se casó con Roy Gruessendorf, que trasladó a la familia a Texas. A DeGeneres le diagnosticaron cáncer de mama poco después de su segundo matrimonio. En 2005, su hija Ellen habló públicamente por primera vez sobre el abuso sexual que sufrió de su padrastro cuando era adolescente. Regresó a la Universidad de Luisiana después de los 50 años para completar su maestría en patología del habla.
DeGeneres escribió dos libros: Love, Ellen: A Mother Daughter Journey y Just a Mom. En el primero, Betty describe su reacción al hecho de que su hija saliera del closet y su camino desde la aceptación pasiva hasta convertirse en una apasionada defensora de los derechos de la comunidad LGBT. También describe el escrutinio de los medios de comunicación que recibió después de que Ellen hiciera su confesión. Su segundo libro, Just a Mom, sigue haciendo énfasis en estos temas.

## Obras
- Love, Ellen: A Mother Daughter Journey
- Just a Mom